# Паттайский выставочный зал и конгресс-холл

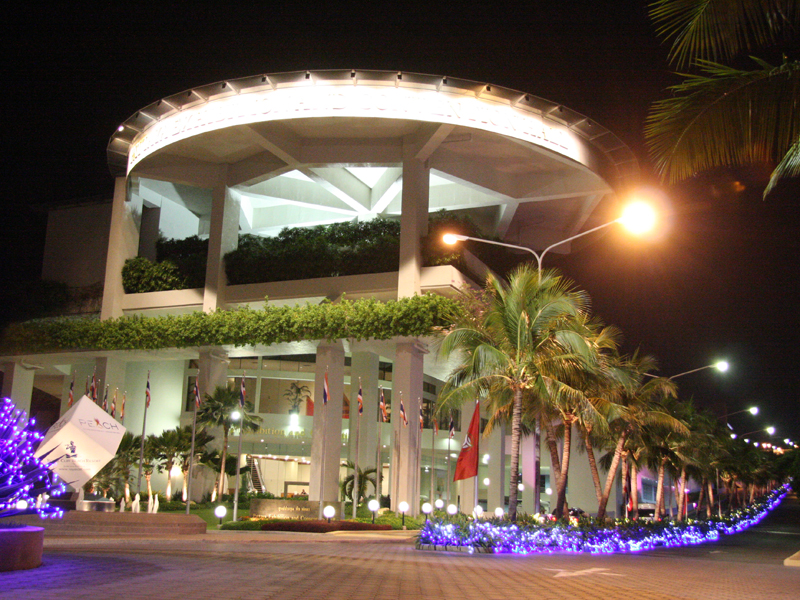
Pattaya Exhibition and Convention Hall

Паттайский выставочный зал и конгресс-холл («ПИЧ») – многофункциональный комплекс для проведения массовых мероприятий в Паттайе. Выставочный зал интегрированный в структуру гостиничного комплекса Royal Cliff Hotels Group. «ПИЧ» является одним из самых крупных и современных выставочных центров Таиланда. Здесь ежегодно проводится большое количество разнообразных мероприятий – от престижных политических форумов до зрелищных тематических фестивалей.

## История
Гостиничный комплекс Royal Cliff Hotels Group уже долгие годы является местом проведения важных мероприятий регионального значения, таких как переговоры о мире с Камбоджей в 1991 г., разработка проекта новой Конституции Таиланда в 1997 г. и др. По мере развития MICE-индустрии в Таиланде (Meetings, Incentives, Conferencing, Exhibitions) и роста популярности Паттайи как места проведения конференций, руководство комплекса посчитало необходимым создать современный отдельно стоящий выставочный центр с впечатляющим видом на море. В результате в 1999 г. появился многофункциональный Паттайский выставочный зал и конгресс-холл («ПИЧ»). Год спустя состоялась официальная церемония открытия комплекса, на которой присутствовал член Тайного Совета, генерал Prem Tinsulanonda.

## Особенности комплекса
«ПИЧ» — 6-уровневый выставочный комплекс. В начале 2008 г. руководство Royal Cliff Hotels Group приняло решение расширить главный зал «ПИЧ», увеличив его площадь до 7000 м² (ранее 4851 м²) , в результате чего общая используемая площадь увеличилась до 13,813 м². Внутреннее пространство комплекса универсально и может быть адаптировано для любого формата мероприятий, при этом вместимость «ПИЧ» - до 8000 человек в форме зрительного зала и до 3640 человек при проведении банкета.
Главный холл комплекса – многоцелевой, его легко можно разделить на 4 больших или 9 маленьких секций. Также есть 18 отдельных комнат для переговоров, площадью от 42 м² до 288 м².

## Основные мероприятия

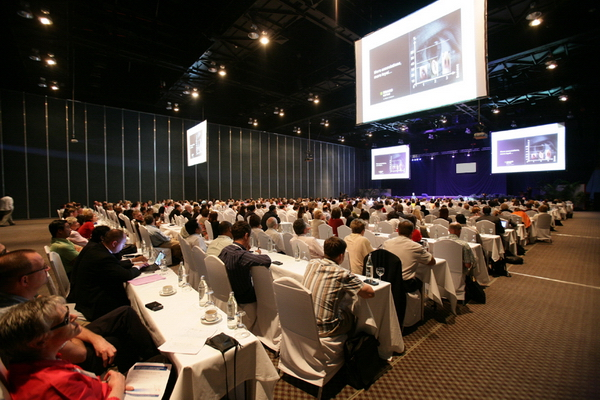
Конференция в PEACH

- 15th ASIAN CONGRESS OF CARDIOLOGY 2004
- SIXTH GENERAL ASSEMBLY OF Association of Asian Parliaments for Peace (AAPP) 2005[6]
- 55TH ANNUAL CONFERENCE OF Pacific Asia Travel Association (PAC 06) 2006
- 67TH SKÅL WORLD CONGRESS 2006[7]
- 35TH WORLD CONGRESS OF The International College of Surgeons 2006
- ICCA CONGRESS AND EXHIBITION 2007[8]
- 15th ACA 2007- THE 15th ASIAN CONGRESS OF ANESTHESIOLOGISTS 2007
- 1ST GLOBAL INDUSTRY LEADERS' FORUM 2008
- Lions Clubs International DGE SEMINAR 2008
- Toyota Motor (THAILAND) 2008
- MONEY EXPO Pattaya 2009[9]
- ASEAN SUMMIT 2009[10]